# نيكولاس كيتل
نيكولاس كيتل هو سياسي أمريكي، ولد في 18 أكتوبر 1990. نشط حزبياً في الحزب الجمهوري. وقد انتخب عضو مجلس ولاية رود آيلاند ‏.